# Контактор

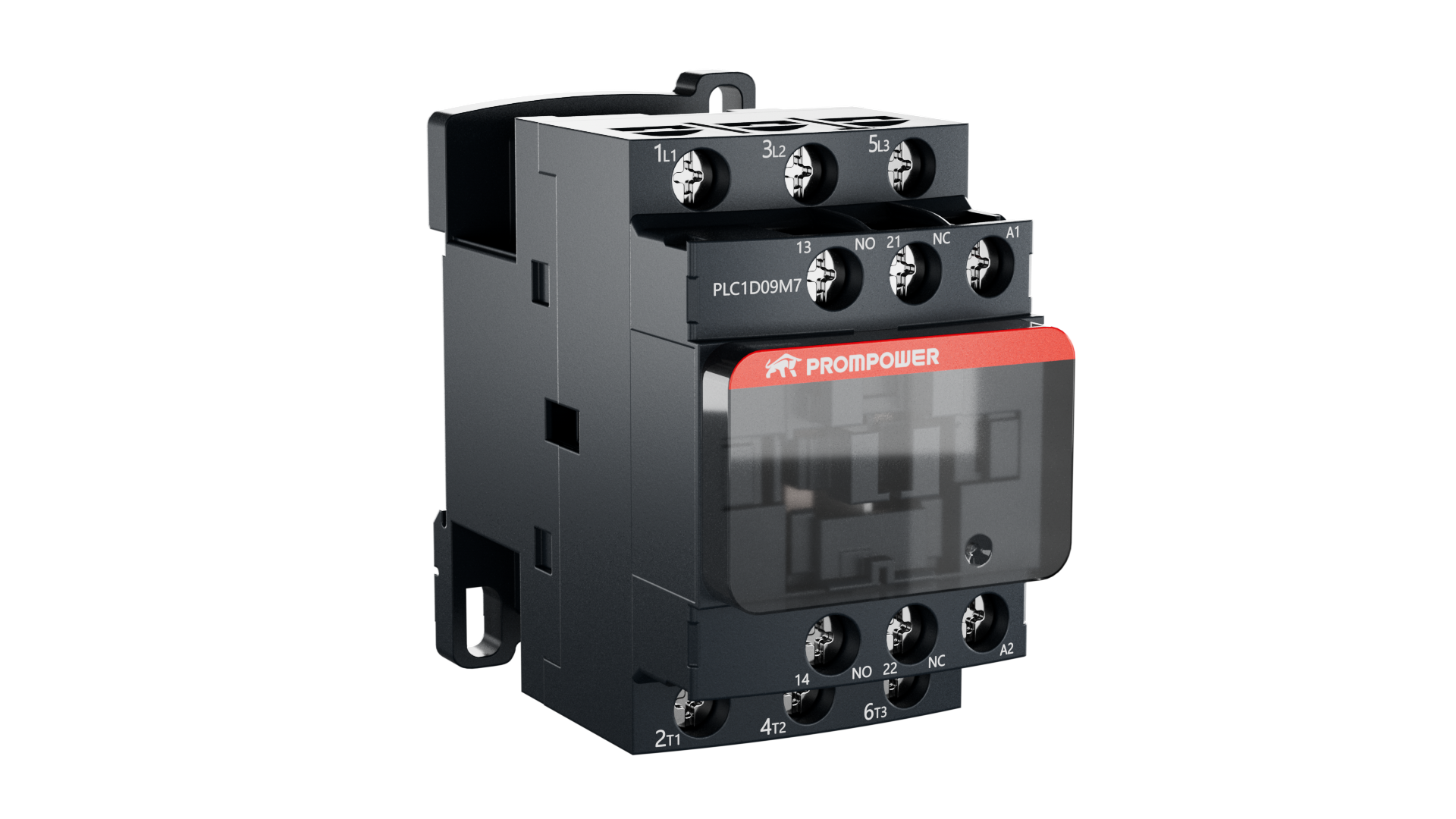
Контактор 9А для установки на DIN-рейку

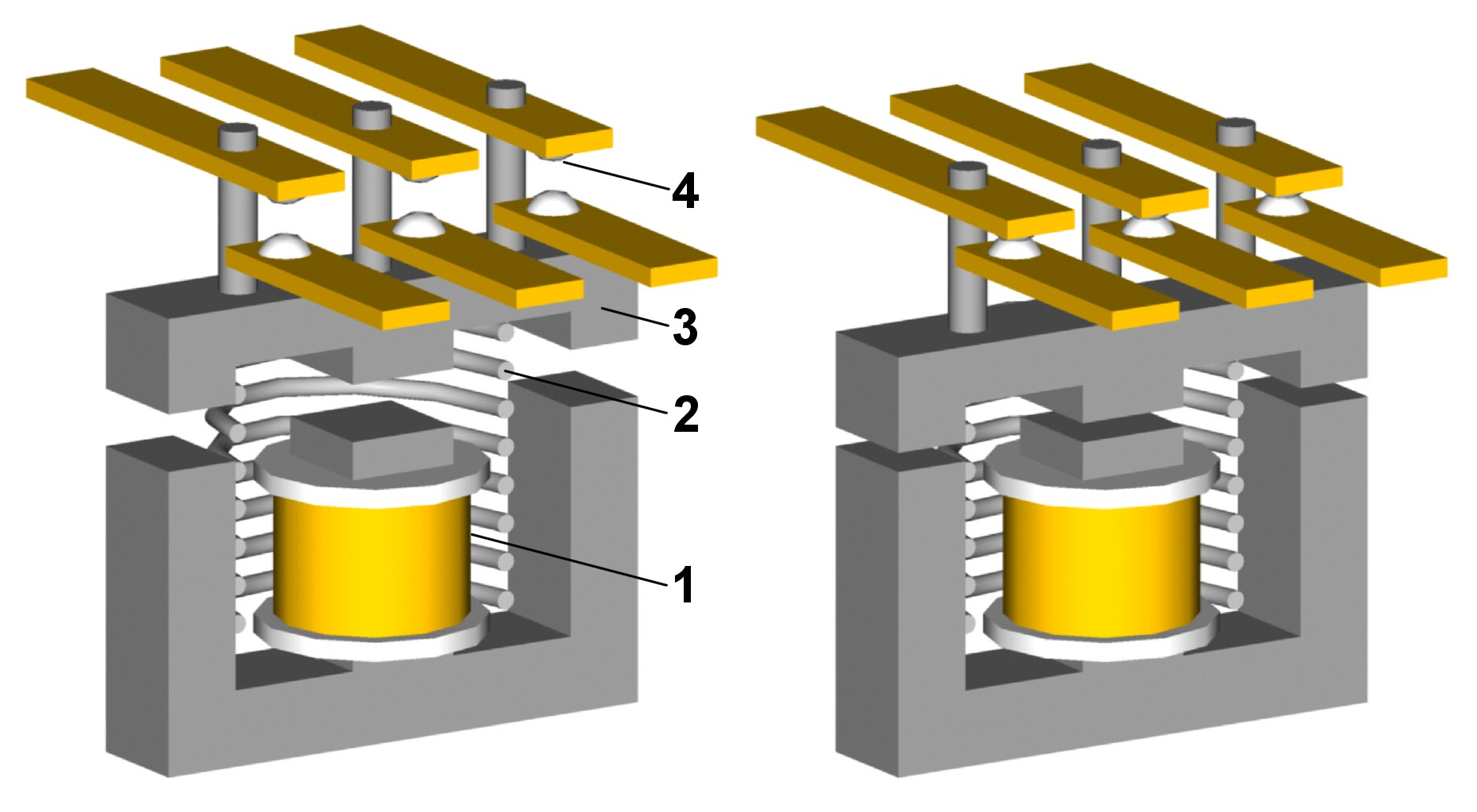
Принципиальная схема конструкции трёхфазного контактора:
1 — катушка
2 — пружина
3 — подвижная часть
4 — замыкающиеся контакты

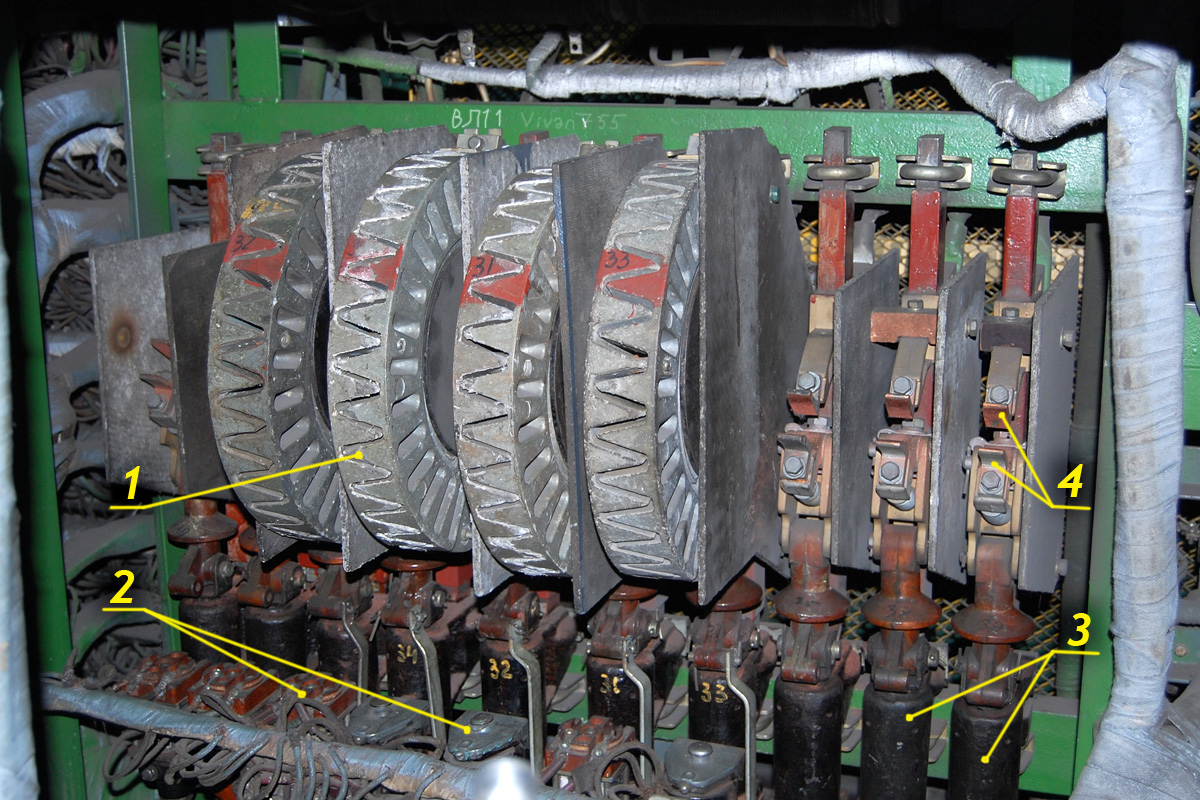
Мощные контакторы постоянного тока с дугогасительными камерами и без. Электровоз ВЛ11

Конта́ктор (лат. contāctor «соприкасатель») — двухпозиционный электромагнитный аппарат, предназначенный для частых дистанционных включений и выключений силовых электрических цепей в нормальном режиме работы. Разновидность электромагнитного реле.
Наиболее широко применяются одно- и двухполюсные контакторы постоянного тока и трёхполюсные контакторы переменного тока. К контакторам из-за частых коммутаций (число циклов включения-выключения для контакторов разной категории изменяется от 30 до 3600 в час) предъявляются повышенные требования по механической и электрической износостойкости. Контакторы как постоянного, так и переменного тока содержат: электромагнитную систему, контактную систему, состоящую из подвижных и неподвижных контактов, дугогасящую систему, систему блок-контактов (вспомогательные контакты, переключающие цепи сигнализации и управления при работе контакторов). В отличие от автоматических выключателей контакторы могут коммутировать только номинальные токи, они не предназначены для отключения токов короткого замыкания. Управление контактором осуществляется посредством вспомогательной цепи, обычно переменного тока, проходящего по катушкам контактора, напряжением 24, 42, 110/127, 220 или 380 вольт. Для обеспечения безопасности при обслуживании контактора величина оперативного тока должна быть значительно ниже величины рабочего тока в коммутируемых цепях. Контактор не имеет механических средств для удержания контактов во включенном положении, при отсутствии управляющего напряжения на катушке контактора он размыкает свои контакты. Для удержания контактов в рабочем положении применяется схема «самоподхвата» с использованием пары нормально-открытых контактов или постоянно существующий потенциал, например, напряжение с выхода ПЛК.
Как правило, контакторы применяются для коммутации электрических цепей промышленного тока при напряжении до 660 В и токах до 1 600 А. Для использования в качестве контактора могут применяться управляющие реле (англ. control relay), имеющие нормально открытые пары контактов.
Основные области применения контакторов: управление мощными электродвигателями (например, на тяговом подвижном составе — электровозах, тепловозах, электропоездах, трамвайных и троллейбусных вагонах, на лифтах), коммутация цепей компенсации реактивной мощности, коммутация больших постоянных токов